# Косих Віктор Іванович
Ві́ктор Іва́нович Коси́х (рос. Виктор Иванович Косых, при народженні — Ві́ктор Микола́йович Во́лков; нар. 27 січня 1950 — пом. 22 грудня 2011) — радянський і російський актор театру та кіно.

## Життєпис
Віктор Волков народився 27 січня 1950 року в місті Алапаєвськ Свердловської області. Після смерті батька його усиновив відомий актор Іван Косих. Згодом Віктор змінив прізвище та по батькові, і став Віктором Івановичем Косих.
Виконав роль Даньки Щуся у відомих фільмах «Невловимі месники» та «Нові пригоди невловимих».
Похований на Хованському цвинтарі.

## Фільмографія
- 1964: Валера — епізод
- 1964: Ласкаво просимо, або Стороннім вхід заборонено — Костя Іночкин
- 1964: Батько солдата — Вася
- 1965: Дзвонять, відкрийте двері — Генка Дресвянніков
- 1965: Повз вікон йдуть поїзди — Санька Зіньків
- 1966: Невловимі месники — Данька Щусь
- 1967: Відплата — Григорій
- 1967: Початок невідомого століття (кіноальманах) — хлопець в папасі з банди Ангела
- 1967: Про чудеса людські — Вася
- 1967: Ташкент — місто хлібне — шахрай
- 1968: Нові пригоди невловимих — Данька Щусь
- 1970—1971: Корона Російської імперії, або Знову невловимі — Данька
- 1973: З тобою і без тебе — Гришка
- 1973: Юнга Північного флоту — молодший лейтенант берегової служби
- 1974: Ще можна встигнути — мотоцикліст
- 1975: Роса — Миколка «Ханига»
- 1976: За вовчим слідом — матюхінець
- 1977: Трактир на П'ятницькій — Льонька
- 1977: Фронт за лінією фронту — партизан Косих
- 1978: Оаза у вогні — Андрій
- 1979: Прикордонний пес Алий — капітан Єлісєєв
- 1980: Велика — мала війна — Щусь
- 1981: Казка, розказана вночі — епізод
- 1981: Фронт в тилу ворога — сержант Косих
- 1982: Нам тут жити — Валера Дятлов
- 1983: Тривожна неділя — Слава Кедрін
- 1983: Біля небезпечної межі — Дьяков
- 1985: Заповіт — солдат
- 1985: Ранок приреченої копальні — Митька Косих
- 1987: Холодне літо п'ятдесят третього… — «Баклан»
- 1989: Свавілля — укладений
- 1990: Система «Ніпель» — епізод
- 1992: Сповідь утриманки — Кожанов Андрій
- 1993: Маленькі чоловічки більшовицького провулка, або Хочу пива — Шурик
- 1994: Маестро злодій
- 2004: Диверсант — водій полуторки
- 2005: Зірка епохи — парторг театру
- 2006: Створено любові — людина в гімнастерці
- 2008: Листоноша — Ржевський
- 2010: Знайди мене — Пахомич, нічний сторож в парку